# Eudorylas albinus
Eudorylas albinus är en tvåvingeart som beskrevs av Christian Rudolph Wilhelm Wiedemann 1830. Eudorylas albinus ingår i släktet Eudorylas och familjen ögonflugor. Inga underarter finns listade i Catalogue of Life.